# Charles Carroll (z Carrollton)
Charles Carroll (z Carrollton) (ur. 19 września 1737 w Annapolis, zm. 14 listopada 1832 roku w Baltimore) – amerykański polityk z Marylandu. W latach 1776–1778 i ponownie w roku 1780 był delegatem stanu Maryland do Kongresu Kontynentalnego. Był jedynym katolickim sygnatariuszem Deklaracji Niepodległości Stanów Zjednoczonych. Został wybrany w pierwszych wyborach do Senatu Stanów Zjednoczonych, gdzie zasiadał od 4 marca 1789 do 30 listopada 1792, gdy zrezygnował w celu powrotu do stanowego senatu w Marylandzie. W chwili śmierci był ostatnim żyjącym sygnatariuszem Deklaracji Niepodległości Stanów Zjednoczonych.
Jego nazwiskiem nazwanych jest dwanaście hrabstw w Stanach Zjednoczonych, między innymi hrabstwo Carroll w rodzinnym Marylandzie oraz hrabstwo Carroll w stanie Illinois. Jedynym wyjątkiem jest hrabstwo Carroll w stanie Tennessee, którego nazwa pochodzi od nazwiska Williama Carrolla, który był gubernatorem tego stanu.

## Podpis Charlesa Carrolla na Deklaracji Niepodległości
Każdy sygnatariusz Deklaracji Niepodległości Stanów Zjednoczonych stawał się automatycznie przestępcą, ponieważ wyrażał sprzeciw wobec władzy króla Anglii. Podpisując dokument, Charles Carroll, który był wówczas jednym z najbogatszych ludzi w Ameryce Północnej, ryzykował między innymi konfiskatą swojego majątku. To dlatego, jak głoszą niektóre przekazy, po złożeniu przez Carrolla podpisu pod Deklaracją, jeden z obserwatorów miał powiedzieć: I w ten sposób poszło kilka milionów, na co inny obserwator miał odpowiedzieć: Tak, ale jest tyle osób o nazwisku Carroll, że rząd nigdy nie dojdzie do tego kto złożył ten podpis. Słysząc to, Charles Carroll miał ponownie chwycić za pióro i dopisać przy swoim podpisie słowa: of Carrollton, czyli z Carrollton. W ten sposób przeszedł do historii jako Charles Carroll z Carrollton.
Jednak według innych przekazów, Charles Carroll miał się powszechnie podpisywać jako Charles Carroll of Carrollton, dla odróżnienia od kuzyna, który nosił to samo imię i nazwisko.

## Charles Carroll w fikcji
W rolę Charlesa Carrolla w filmie przygodowym Skarb narodów wcielił się amerykański aktor, Terrence Currier.